# Myrmarachne vehemens
Myrmarachne vehemens är en spindelart som beskrevs av Fox 1937. Myrmarachne vehemens ingår i släktet Myrmarachne och familjen hoppspindlar. Inga underarter finns listade i Catalogue of Life.